# كلية صدر العراق
كلية صدر العراق الجامعة هي كلية عراقية تأسست في العام الدراسي 2009-2010 بعد موافقة وزارة التعليم العالي والبحث العلمي وتعتبر من الكليات الاهلية ذات نفع عام لجميع الطلبة. مؤسسها السيد حسين السيد إسماعيل الصدر.
- تتالف الكلية من قسمين القانون والصحافة مع انتظار موافقة الوزارة على فتح اقسام جديدة. 
علما أن الكلية خرجت دورتيين بواقع 400 خريج من كلا القسمين منهم من أصبح طالب دراسات عليا ومنهم من عمل محامي يترافع عن الدعاوي وصحفي يشارك بنقل الأحداث. 
- تقع الكلية في مدينة الكاظمية -قرب ساحة عبد المحسن الكاظمي- مجاور جامع الهاشمي.

## وصلات خارجية
- موقع الكلية على الانترنت

1. ↑  "كلية صدر العراق الجامعة". areq.net. اطلع عليه بتاريخ 2022-07-21.